# Psaliodes sutum
Psaliodes sutum là một loài bướm đêm trong họ Geometridae.